# Gallirallus huiatua
Gallirallus gracilitibia é uma espécie extinta de ave incapaz de voar da família dos ralídeos encontrada na ilha Niue, Polinésia. É conhecida apenas a partir de subfósseis.

## Descoberta
A espécie foi descrita em 2000 a partir de ossos subfósseis recolhidos em 1995 por Trevor H. Worthy e seus colegas no sítio arqueológico Hane Dune na caverna Anakuli na ilha Niue, na Polinésia. Estima-se que a datação do local é de cerca de 5300 a 3600 anos atrás, a partir do início do período de colonização humana da ilha.